# Кащенко Дмитро Валерійович
Дмитро́ Вале́рійович Ка́щенко (нар. 24 серпня 1980, Царичанка) — полковник Збройних сил України, учасник російсько-української війни, заступник командувача спеціальних дій Сил спеціальних операцій ЗС України. Герой України.

## Життєпис
Народився 24 серпня 1980 року в селищі Царичанка Дніпропетровської області у сім'ї робітника. Батько: Кащенко Валерій Павлович — 1955 року народження, водій одного з державних підприємств. Мати: Кащенко Ніна Григорівна — 1955 року народження, викладач історії. 1997 року закінчив Царичанську середню школу із золотою медаллю та вступив до Харківського гвардійського танкового командного училища, 2001-го — Харківський інститут танкових військ з відзнакою.
Після випуску направлений до селища Черкаське (Новомосковський район), — 87-й танковий полк, 93-ї механізованої дивізії, з 2002-го — у 93-й окремій механізованій бригаді. Проходив службу на посадах: командир взводу, командир роти, начальник штабу — перший заступник командира батальйону, командир батальйону.

### Російсько-українська війна
Командир танкового батальйону 93-ї окремої механізованої бригади. Під час проведення боїв на Донбасі 21 липня 2014 року зведеному підрозділу (4 бтгр, 93-ї ОМБр) Дмитра Кащенка поставлене бойове завдання: вибити противника з укріплень поблизу н.п. Піски — це дозволило б розблокувати Донецький аеропорт. Задля уникнення витоку інформації підполковник нікому не повідомив маршрут, яким висувався підрозділ. Основну групу очолив самостійно, другу — танк та БМП — капітан Олександр Лавренко.
Вступивши у візуальний контакт із противником, Дмитро Кащенко віддав наказ на відкриття вогню. Кілька танків увірвалися під міст, де перебували терористи, і відразу відкрили по них кулеметний вогонь. Командирський танк вибрався на гору — для оцінки обстановки, навідник (Агафонов Родіон) побачив у кущах замасковану гармату, одним пострілом гармату з її розрахунком знищено. Головна бронегрупа атакувала терористичний укріпрайон (Блокпост «Республіка міст») з двох сторін, машини рухалися уступами — прикриваючи одна одну, піхота спішилася для штурму та зачистки позицій.
Загін капітана Лавренка вів бій з терористами на блокпосту поблизу «Вольво-центру», знищено танк, десятки терористів, два мінометні розрахунки — планували вдарити в тил основним силам тактичної групи. У тому бою капітан Лавренко загинув — підірвав себе разом з танком.
Підрозділ Дмитра Кащенка провів зачистку нижніх укріплень, зібрано багато трофеїв, серед них — великокаліберні кулемети, РПГ, та інше озброєння. Підполковнику доповіли, що екіпаж одного з танків, що вирвався вперед, потрапив під обстріли з РПГ та, імовірно, загинув. Але пізніше мобільним телефоном Кащенку зателефонував механік-водій (Вряшник Олександр) з підбитого танка й доповів, що екіпаж живий та перебуває в селі Первомайське. Дмитро Кащенко зібрав групу (до якої ввійшли Посохов Олег та Вовк Павло), та рушив на допомогу. Підполковник поставив завдання бойовим машинам і снайперам створити прикриття, його група вибивала терористів, які засіли в будинках. Після створення коридору підполковник зателефонував механіку-водію підбитого танка й домовився, що вояки вийдуть у білих пов'язках.
Танкісти встигли добігти до своїх, по тому терористи зусібіч відкрили по них прицільний вогонь — з АГС-17, мінометів, автоматичної зброї, підрозділ ледь не опинився в класичній «підкові». Комбат негайно дав наказ на відхід, при відході кілька бійців були поранені, Дмитро Кащенко зазнав вісім поранень, в обидві ноги, втратив багато крові.
Проходив лікування в одному з медичних закладів. Доліковувався вдома під турботливим наглядом дружини.
Після повернення з лікування далі служив у складі 93-ї окремої механізованої бригади.
21 жовтня 2014 року під час підготовки до виходу колони 79-Ї окремої десантно-штурмової бригади до Донецького аеропорту для ротації підполковник Дмитро Кащенко зазнав другого тяжкого поранення. Евакуйований спочатку до військового шпиталю м. Дніпро, а згодом переведений до 2-го неврологічного відділення лікарні їм. Мечникова.
У вересні 2015 року вступив до Національного університету оборони України імені Івана Черняховського, який закінчив у березні 2017 року. Заступник командира 17-ї окремої танкової бригади (2017—2019). Після випуску був призначений на посаду заступника командира 17-ї окремої танкової бригади.
У 2018 році мав честь брати участь у військовому параді з нагоди святкування Дня Незалежності України на чолі танкової коробки.
Від вересня 2019 року призначений командиром 58-ї окремої мотопіхотної бригади.
У ході російського вторгнення в Україну 2022 року полковник Дмитро Кащенко успішно виконував бойові завдання в низці населених пунктів на Чернігівщині та Київщині, завдаючи противнику значних втрат. Під час виконання бойових завдань завжди був зі своїм особовим складом.

## Нагороди
- Звання Герой України з врученням ордена «Золота Зірка» (15 квітня 2022 року) — за особисту мужність, вагомий внесок у захист державного суверенітету та територіальної цілісності України[5]
- Орден Богдана Хмельницького II ст. (21 березня 2016 року) — за особисту мужність і високий професіоналізм, виявлені у захисті державного суверенітету та територіальної цілісності України, вірність військовій присязі[6].
- Орден Богдана Хмельницького III ст. (14 листопада 2014 року) — за особисту мужність і героїзм, виявлені у захисті державного суверенітету та територіальної цілісності України, вірність військовій присязі[7].
- Відзнака Президента України «За участь в антитерористичній операції»
- Нагрудний знак «За військову доблесть» (Наказ МОУ № 453 від 14 серпня 2019 року)
- Нагрудний знак «Знак пошани»
- Медаль «15 років Збройним Силам України»
- Медаль «Ветеран служби»
- Медаль «20 років сумлінної служби»
- Медаль «15 років сумлінної служби»
- Медаль «10 років сумлінної служби»
- Нагрудний знак «За досягнення у військовій службі» II ступеня
- Нагрудний знак «Учасник АТО»
- Нагрудний знак «За оборону Донецького аеропорту»
- Орден Архистратига Михаїла II ступеню — нагорода Православної Церкви України (14 лютого 2019 р. — на 5-ту річницю 58-ї бригади).
- Орден святителя Миколая — нагорода Православної церкви України (28 липня 2020 року — за відродження духовності в Україні, відданість ідеалам добра та значний внесок у суспільне благо.
- Орден святого великомученика Юрія Переможця - нагорода Православної церкви України (24 серпня 2021 року з нагоди святкування 30-ліття незалежності України та за заслуги перед Помісною Українською Православною Церквою та побожним народом.
- Знак «За заслуги перед містом» (Кривий Ріг)
- Відомча заохочувальна відзнака Міністерства внутрішніх справ України «Вогнепальна зброя», вручена 27.02.2017 Міністром внутрішніх справ України.
- Відомча заохочувальна відзнака Міністерства оборони України «Вогнепальна зброя», вручена 12.11.2021 Міністром оборони України, під час робочого візиту до району проведення операції Об‘єднаних сил .

## Почесні звання
Почесний громадянин Чернігівської області